# Seznam ředitelů FBI
Toto je seznam ředitelů Federálního úřadu pro vyšetřování od jeho založení v roce 1908.

## Úřad pro vyšetřování
Úřad pro vyšetřování (BOI, anglicky Bureau of Investigationí) byl založen rozhodnutím Kongresu 26. července 1908. Ministr spravedlnosti najal 34 osob, jejichž velitelem (dnes nesoucím titul „ředitel“) byl jmenován Stanley Finch. I později bylo jmenování ředitele v kompetenci ministra spravedlnosti.
| P  | Portrét | Jméno                          | V úřadě                            | Délka služby     | Poznámky        | Prezident                                            |
| -- | ------- | ------------------------------ | ---------------------------------- | ---------------- | --------------- | ---------------------------------------------------- |
| 1. |         | Stanley Finch                  | 26. červenec 1908 – 30. duben 1912 | 3 roky a 279 dní |                 | Theodore Roosevelt William H. Taft                   |
| 2. |         | A. Bruce Bielaski              | 30. duben 1912 – 10. únor 1919     | 6 let a 286 dní  |                 | William H. Taft Woodrow Wilson                       |
| —  |         | William E. Allen (zastupující) | 10. únor 1919 – 30. červen 1919    | 140 dní          | dočasný ředitel | Woodrow Wilson                                       |
| 3. |         | William J. Flynn               | 1. červenec 1919 – 21. duben 1921  | 2 roky a 51 dní  |                 | Woodrow Wilson Warren Harding                        |
| 4. |         | William J. Burns               | 22. duben 1921 – 10. květen 1924   | 2 roky a 262 dní | rezignoval      | Warren Harding Calvin Coolidge                       |
| 5. |         | J. Edgar Hoover                | 10. květen 1924 – 30. červen 1935  | 11 let a 51 dní  | ředitel BOI     | Calvin Coolidge Herbert Hoover Franklin D. Roosevelt |

## Federální úřad pro vyšetřování
V roce 1935 došlo k přejmenování na Federální úřad pro vyšetřování (FBI, anglicky Federal Bureau of Investigation), který se stal samostatnou agenturou podléhající Ministerstvu spravedlnosti. J. Edgar Hoover si podržel post ředitele. Od Hooverovy smrti v roce 1972 podléhá prezidentovo jmenování schválení Senátem. V roce 1976, jako odezvu na kontroverze spojené s J. Edgarem Hooverem a na aféru Watergate, schválil Kongres dodatek k zákonu Omnibus Crime Control and Safe Streets Act of 1968, kterým délku trvání mandátu ředitele FBI omezil na 10 let. Od roku 1976 tak ředitelé FBI slouží desetileté období, pokud sami nerezignují, nejsou odvoláni či nezemřou. V praxi však celé desetileté období odsloužil pouze Robert Mueller, u kterého navíc v roce 2011 Senát schválil mimořádné prodloužení mandátu o dva roky.
| P  | Portrét | Jméno                             | V úřadě                              | Délka služby     | Poznámky | Prezident                                                                                                  |
| -- | ------- | --------------------------------- | ------------------------------------ | ---------------- | --- | --- |
| 1. |         | J. Edgar Hoover                   | 1. červenec 1935 – 2. květen 1972    | 36 let a 306 dní | ředitel FBI; zemřel na infarkt ve svém washingtonském bytě 2. května 1972; jediný ředitel FBI, který zemřel v době výkonu funkce | Franklin D. Roosevelt Harry S. Truman Dwight D. Eisenhower John F. Kennedy Lyndon B. Johnson Richard Nixon |
| —  |         | Clyde Tolson (zastupující)        | 2. květen 1972 – 3. květen 1972      | 1 den            | dočasní ředitelé | Richard Nixon                                                                                              |
| —  |         | L. Patrick Gray (zastupující)     | 3. květen 1972 – 27. duben 1973      | 359 dní          | dočasní ředitelé | Richard Nixon                                                                                              |
| —  |         | William Ruckelshaus (zastupující) | 30. duben 1973 – 9. červenec 1973    | 70 dní           | dočasní ředitelé | Richard Nixon                                                                                              |
| 2. |         | Clarence M. Kelley                | 9. červenec 1973 – 15. únor 1978     | 4 roky a 221 dní | odešel do důchodu | Richard Nixon Gerald Ford Jimmy Carter                                                                     |
| —  |         | James B. Adams (zastupující)      | 15. únor 1978 – 23. únor 1978        | 8 dní            | dočasný ředitel FBI | Jimmy Carter                                                                                               |
| 3. |         | William Hedgcock Webster          | 23. únor 1978 – 25. květen 1987      | 9 let a 91 dní   | rezignoval na funkci v FBI aby převzal pozici ředitele CIA; jediná osoba, která zastávala obě funkce                             | Jimmy Carter Ronald Reagan                                                                                 |
| —  |         | John E. Otto (zastupující)        | 26. květen 1987 – 2. listopad 1987   | 160 dní          | náměstek ředitele FBI; dočasný ředitel FBI                                                                                       | Ronald Reagan                                                                                              |
| 4. |         | William S. Sessions               | 2. listopad 1987 – 19. červenec 1993 | 5 let a 259 dní  | propuštěn prezidentem Billem Clintonem                                                                                           | Ronald Reagan; George H. W. Bush; Bill Clinton                                                             |
| —  |         | Floyd I. Clarke (zastupující)     | 19. červenec 1993 – 1. září 1993     | 44 dní           | náměstek ředitele FBI; dočasný ředitel FBI                                                                                       | Bill Clinton                                                                                               |
| 5. |         | Louis Freeh                       | 1. září 1993 – 25. červen 2001       | 7 let a 297 dní  | rezignoval | Bill Clinton George W. Bush                                                                                |
| —  |         | Thomas J. Pickard (zastupující)   | 25. červen 2001 – 4. září 2001       | 71 dní           | náměstek ředitele FBI; dočasný ředitel FBI                                                                                       | George W. Bush                                                                                             |
| 6. |         | Robert Mueller                    | 4. září 2001 – 4. září 2013          | 12 let a 0 dní   | odsloužil plný termín; navíc schváleno mimořádné prodloužení mandátu o 2 roky                                                    | George W. Bush Barack Obama                                                                                |
| 7. |         | James Comey                       | 4. září 2013 – 9. květen 2017        | 3 roky a 247 dní | propuštěn prezidentem Donaldem Trumpem                                                                                           | Barack Obama; Donald Trump                                                                                 |
| —  |         | Andrew G. McCabe (zastupující)    | 9. květen 2017 – 2. srpen 2017       | 85 dní           | náměstek ředitele FBI; dočasný ředitel FBI                                                                                       | Donald Trump                                                                                               |
| 8. |         | Christopher A. Wray               | 2. srpen 2017 – 19. leden 2025       | 7 let a 308 dní  | | Donald Trump; Joe Biden                                                                                    |
| —  |         | Paul Abbate (zastupující)         | 19. leden – 20. leden 2025           | 1 den            | náměstek ředitele FBI; dočasný ředitel FBI                                                                                       | Joe Biden                                                                                                  |
| —  |         | Brian Driscoll (zastupující)      | 20. leden 2025 – 21. únor 2025       | 32 dní           | úředník pro vymáhání práva | Donald Trump                                                                                               |
| 9. |         | Kash Patel                        | 21. únor 2025                        |                  | | Donald Trump                                                                                               |